# Прусківська волость
Прусківська волость — історична адміністративно-територіальна одиниця Кобринського повіту Гродненської губернії Російської імперії. Волосний центр — село Черевачиці.

## У складі Польщі
Після анексії Полісся Польщею волость отримала назву ґміна Пруска.
Розпорядженням Міністра внутрішніх справ Польщі 23 березня 1928 р. ґміна ліквідована і передано:
- до новоствореної Кобринь — села: Батчі, Богуславичі, Бистриці, Черватиці, Ходоси, Дев'ятка, Яголки, Колубіл, Козинці, Литвинки, Мазури, Мельники, Огородники, Островляни, Патрики, Перки, Піски, Підострівці, Полятичі, Притуки Малі, Притуки Великі, Савицьке, Сілець, Суховчиці, Шиповичі, Турна, Ушковичі, Забужки, Закросниця і Залісся, фільварки: Богуславичі, Червачиці, Литвинки, Литвинове, Лукаші, Міневичі, Патрики I, Патрики II, Патрики III, Патрики IV, Павлове, Перки, Петрове, Полятичі, Суховчиці, Залісся і Зубинівка, селища: Городна й Осташеве, дільниці: Лукаші й Паївщина та колонія: Рачки;
- до новоствореної Тевли — села: Кліщі й Ластівки та фільварок: Кліщі;
- до новоствореної ґміни Жабинка — села: Бобри, Яківчиці, Панцюхи, Пруська і Залужжя, фільварки: Бобри і Континове.